# Guillermo Beltrán de Provenza
Guillermo Beltrán (m. 28 de julio de 1094), conocido como Guillermo V o Beltrán I o II, fue el conde y margrave de Provenza desde 1051 hasta su muerte. Sucedió a su padre Fulco Beltrán a su muerte ese año, pero no recibió el título de margrave al principio, pues fue a su tío Josfred. 
Guillermo Beltrán fue cogobernante durante toda su vida con su tío y sus primos, aunque él recibió el rango de margrave a la muerte de su tío en 1062. En 1081, Beltrán renunció a su alianza con el Sacro Emperador romano y juró fidelidad al Papado. Cuando murió, el margraviado fue heredado por Raimundo IV de Tolosa. 
Su primera esposa fue Teresa, hija de Ramiro I de Aragón. Su segunda esposa fue Adelaida de Cavenez. Su hija, Adelaida, heredó Forcalquier de su tío. 